# Radio Italia Hits
Radio Italia Hits è una compilation di Radio Italia pubblicata il 23 ottobre 2012 dall'etichetta discografica Sony Music.

## Tracce

### CD 1
1. Laura Pausini – Le cose che non mi aspetto – 3:43 (testo: Laura Pausini e Niccolò Agliardi – musica: Laura Pausini, Niccolò Agliardi, Franco Fasano e Luca Chiaravalli)
2. Luciano Ligabue – Sotto bombardamento – 3:34 (Luciano Ligabue, Franco Fasano)
3. Biagio Antonacci – Non vivo più senza te – 3:33 (Biagio Antonacci e Franco Fasano)
4. Loredana Errore – Una pioggia di comete – 3:39 (Diego Calvetti, Franco Fasano e Emiliano Cecere)
5. Modà – Viva i romantici – 4:44 (Francesco Silvestre)
6. Il Cile – Siamo morti a vent'anni – 3:34
7. Nina Zilli – Per le strade – 3:36 (Pacifico e Franco Fasano)
8. Gemelli DiVersi – Per farti sorridere – 3:40
9. Annalisa – Per una notte o per sempre – 3:21 (Giulia Anania, Marta Venturini e Franco Fasano)
10. Luca Dirisio – Dentro un'altra estate – 3:14 (Luca Dirisio)
11. Alessandra Amoroso – Ciao – 3:24 (Federica Camba, Daniele Coro e Franco Fasano)
12. Fabri Fibra – L'italiano balla (feat. Crookers) – 3:50

### CD 2
1. Raf – Le ragioni del cuore – 4:10 (Raf e Franco Fasano)
2. Emma – Maledetto quel giorno – 3:42 (Federica Camba, Daniele Coro e Franco Fasano)
3. Max Pezzali – Sempre noi (feat. J-Ax) – 4:33
4. Giorgia – Tu mi porti su (feat. Jovanotti) – 3:42 (Jovanotti e Franco Fasano)
5. Marco Carta – Necessità lunatica – 3:20 (Federica Camba, Daniele Coro e Franco Fasano)
6. Cesare Cremonini – Una come te – 4:17 (Cesare Cremonini)
7. Francesca Michielin – Sola – 4:00 (testo: Roberto Casalino – musica: Elisa e Franco Fasano)
8. Niccolò Fabi – Una buona idea – 3:50
9. Noemi – Se non è amore – 3:32 (Fabrizio Moro)
10. Tiziano Ferro – Per dirti ciao! – 3:34 (Tiziano Ferro e Franco Fasano)
11. Bianca Atzei – L'amore vero – 3:10
12. Club Dogo – P.E.S. (feat. Giuliano Palma) – 3:48